# Asociación Tarijeña de Fútbol
La Asociación Tarijeña de Fútbol es el ente encargado de regir a los clubes de fútbol del Departamento de Tarija. Fue fundada en 1922 y es una de las nueve ligas regionales del fútbol de Bolivia.

## Historia
A iniciativa de Víctor Navajas Trigo, el 21 de abril de 1922 se fundó la Tarija Foot-ball Asociation, agrupando a los tres clubes pioneros del fútbol en el Departamento de Tarija: Bolivian Eagle, Royal Obrero y 15 de Abril. En 1924 se disputó el primer campeonato y se definió entre 15 de Abril y el Club El Tejar de la Escuela de Agricultura y Colonización, siendo vencedor el primero. En 1949 la institución obtuvo su primera personería jurídica y un 28 de febrero de 1983, mediante el consejo superior de la Federación Boliviana de Fútbol, se convirtió en una asociación mixta y finalizó de esa manera su etapa amateur. Ese mismo año, fue negado el ingreso de Universitario a la Liga del Fútbol Profesional Boliviano debido a la falta de estructura del fútbol tarijeño.
En 1985, impulsado por Luis Ariel Tolay y a raíz del desistimiento de participar por parte de los clubes Deportivo Alas y Nacional Sedac (primero y segundo del campeonato de 1984, respectivamente), el club Ciclón realizó la propuesta a la Asociación Nacional de Fútbol de su inclusión en el seno de la Liga profesional. Finalmente, un 30 de marzo de 1985, Ciclón es aceptado en la Liga y, de esta manera, el fútbol tarijeño ingresó al ámbito profesional.

## Torneos organizados
| Categoría | Ligas o divisiones            |
| --------- | ----------------------------- |
| 1         | Primera "A" 16 equipos        |
| 2         | Primera B 12 equipos          |
| 3         | Primera de Ascenso 10 equipos |
| 4         | Segunda de Ascenso 7 equipos  |
| 5         | Tercera de Ascenso 9 equipos  |

## Equipos afiliados
| Clubes en la División Profesional                     |             |                                                  |
| Equipo                                                | Ciudad      | Fecha de fundación                               |
| Club Deportivo y Cultural Real Tomayapo               | Tarija      | 2 de febrero de 1999                             |
| Primera "A"                                           |             |                                                  |
| Equipo                                                | Ciudad      | Fecha de fundación                               |
| Club Deportivo Agro Tarija                            | Tarija      | 12 de junio de 2012                              |
| Club Atlético Bermejo                                 | Bermejo     | 7 de diciembre de 1984                           |
| Club Atlético Entre Ríos                              | Entre Ríos  | 25 de julio de 2011                              |
| Avilés Industrial Fútbol Club                         | Tarija      | 29 de mayo de 1980                               |
| Club Atlético Ciclón                                  | Tarija      | 21 de septiembre de 1951                         |
| Club Deportivo Teniente Coronel Rodolfo García Agreda | Tarija      | 28 de febrero de 1948                            |
| Juan Carlos Ríos Fútbol Club                          | Tarija      | 8 de abril de 2007                               |
| Club Deportivo Municipal                              | Tarija      | 21 de abril de 1957                              |
| Club Chapaquito Feliz Nacional SENAC                  | Tarija      | 13 de marzo de 1964                              |
| Petrolero-Méndez Fútbol Club                          | San Lorenzo | 2 de agosto de 2016 12 de marzo de 2022 (fusión) |
| Club Pumas Chapacos                                   | Tarija      | 29 de marzo de 2001                              |
| Club Real Sociedad-Tolaba                             | Tarija      | 9 de septiembre de 2012                          |
| Club Real Tarija                                      | Tarija      | 15 de abril de 1997                              |
| Club Deportivo y Cultural Royal Obrero                | Tarija      | 1 de mayo de 1918                                |
| Club Deportivo y Cultural Unión Central Tarija        | Tarija      | 8 de abril de 1980 8 de abril de 2005            |
| Club Deportivo y Cultural Universitario               | Tarija      | 1 de junio de 1956                               |
| Primera "B"                                           |             |                                                  |
| Equipo                                                | Ciudad      | Fecha de fundación                               |
| Club Deportivo 15 de Abril                            | Tarija      | 4 de mayo de 1919                                |
| Atletic Club Lourdes                                  | Tarija      | 19 de marzo de 2018                              |
| Club Atlético Estudiantes Chiquiacá                   | Entre Ríos  | 27 de marzo de 2010                              |
| Club Deportivo Gobierno Municipal                     | Tarija      | 7 de diciembre de 2000                           |
| Club Atlético Independiente                           | Tarija      | 5 de noviembre de 1940                           |
| León Fútbol Club                                      | Tarija      | 25 de abril de 2011                              |
| Magisterio Fútbol Club                                | Tarija      | 4 de septiembre de 2004                          |
| Club Nacional La Pampa San Cayetano                   | Tarija      | 3 de mayo de 1973                                |
| Club Deportivo Pedro Antonio Flores                   | Tarija      | 11 de junio de 2007                              |
| Club San Luis                                         | Tarija      | 21 de junio de 1990                              |
| Tenis Soccer Atletic Club                             | Tarija      | 16 de febrero de 2008                            |
| Club Unión Central Avaroa                             | Tarija      | 23 de marzo de 2010                              |
| Primera de Ascenso                                    |             |                                                  |
| Equipo                                                | Ciudad      | Fecha de fundación                               |
| Club Amigos por Siempre (APS) Tarija                  | Tarija      | 21 de septiembre de 1984                         |
| Fútbol Club Fabril                                    | Tarija      | 13 de febrero de 2000                            |
| Club Deportivo y Cultural Guadalquivir                | Tarija      | 8 de septiembre de 1943                          |
| Club Deportivo y Cultural Luis Espinal                | Tarija      | 28 de marzo de 2017                              |
| Club Deportivo Real Charcas                           | Tarija      | 25 de mayo de 1995                               |
| Club Deportivo Real Guadalquivir                      | Tarija      | 10 de marzo de 2010                              |
| Club Deportivo y Cultural San José                    | Tarija      | 19 de marzo de 1961                              |
| Club San Salvador                                     | Tarija      | 12 de abril de 2012                              |
| Club Sport Tabladita                                  | Tarija      | 6 de enero de 1998                               |
| Club V Centenario Ciclón                              | Tarija      | 8 de febrero de 2011                             |
| Segunda de Ascenso                                    |             |                                                  |
| Equipo                                                | Ciudad      | Fecha de fundación                               |
| Barritos Fútbol Club                                  | El Puente   | ?                                                |
| Club Deportivo Bicentenario-Albiverde                 | El Puente   | 17 de julio de 2018                              |
| Club Deportivo Bolívar de Tomatitas                   | San Lorenzo | 19 de marzo de 1968                              |
| Burgos Fútbol Club                                    | Tarija      | 2011                                             |
| Club Atlético Eduardo Avaroa                          | Tarija      | 1 de junio de 2015                               |
| La Pampa Fútbol Club                                  | Tarija      | ?                                                |
| Club Deportivo Libertador San Martin                  | Tarija      | ?                                                |
| Club Deportivo y Cultural Real Tomayapo               | Tarija      | 2 de febrero de 1999                             |
| Tercera de Ascenso                                    |             |                                                  |
| Equipo                                                | Ciudad      | Fecha de fundación                               |
| Club Atlético Victoria                                | Tarija      | ?                                                |
| Cracks Football Club                                  | Tarija      | 10 de enero de 2020                              |
| Club Deportivo Universidad Privada Domingo Savio      | Tarija      | 9 de octubre de 2006                             |
| Club Deportivo y Cultural Huracán Avaroa-Paicho       | Tarija      | 23 de marzo de 1961                              |
| Club Deportivo Petroambiental                         | Tarija      | 30 de junio de 2012                              |
| Super Rápido Fútbol Club                              | Tarija      | 1 de mayo de 2011                                |
| Tarija Fútbol Club                                    | Tarija      | ?                                                |
| Otros equipos                                         |             |                                                  |
| Equipo                                                | Ciudad      | Fecha de fundación                               |
| Club Atlético Albiceleste                             | Tarija      | ?                                                |
| Club Atlético Barrio 15 de Abril-Olimpia              | Tarija      | 15 de abril de 2011                              |
| Club Deportivo Brazuca                                | Tarija      | ?                                                |
| Cancheritos Fútbol Club                               | Tarija      | ?                                                |
| Cerro Fútbol Club                                     | Tarija      | 26 de enero de 2017                              |
| Club Deportivo Chapaquito Feliz                       | Tarija      | 13 de abril de 1997                              |
| Corintios Fútbol Club                                 | Tarija      | ?                                                |
| Club Deportivo Lorenzo                                | Tarija      | 4 de mayo de 2019                                |
| Club Atlético Espartanos                              | Tarija      | 6 de enero de 2019                               |
| Club Deportivo General Manuel Belgrano                | Tarija      | 12 de abril de 1998                              |
| Club Deportivo Halcones                               | Tarija      | 7 de mayo de 2019                                |
| Club Deportivo Halcones de Las Panosas                | Tarija      | ?                                                |
| Club Deportivo Honorable Alcaldía                     | Tarija      | ?                                                |
| Fútbol Club Loritos                                   | Tarija      | 7 de enero de 2020                               |
| Metegol Fútbol Club                                   | Tarija      | 2020                                             |
| Club Atlético Nueva Estrella                          | Tarija      | ?                                                |
| Padcaya Fútbol Club                                   | Padcaya     | 2021                                             |
| Peques Fútbol Club                                    | Tarija      | ?                                                |
| Club Atlético Roca                                    | Tarija      | 6 de junio de 2013                               |
| Club Deportivo Simplemente Fútbol                     | Tarija      | ?                                                |
| Club Deportivo Talento de Barrio                      | Tarija      | ?                                                |